# Helga Lindner
Helga Lindner (Chemnitz, República Democrática Alemana, 5 de mayo de 1951 - Chemnitz, Alemania, 3 de noviembre de 2021) fue una nadadora alemana especializada en pruebas de estilo mariposa, donde consiguió ser subcampeona olímpica en 1968 en los 200 metros.

## Carrera deportiva
En los Juegos Olímpicos de México 1968 ganó la medalla de plata en los 200 metros mariposa, con un tiempo de 2:24.8 segundos, tras la neerlandesa Ada Kok y por delante de la estadounidense Ellie Daniel.
Y en el campeonato europeo de Barcelona 1970 ganó tres medallas : oro en 4x100 metros estilos y 200 metros mariposa, y plata en 100 metros mariposa.

## Distinciones
- Orden Patriótica al Mérito de Bronce en 1968 y 1970.